# 6. lovska brigada (Österreichisches Bundesheer)
6. lovska brigada (nemško: 6. Jägerbrigade) je gorska brigada, ki deluje v sestavi Kopenskih sil Avstrijskih zveznih oboroženih sil.

## Zgodovina
Enota je bila ustanovljena leta 1962.

## Sestava
- Poveljstvo brigade (Absam)
- 6. štabni bataljon (Innsbruck)
- 2. pionirski bataljon (Salzburg)
- 23. lovski bataljon (Bludesch)
- 24. lovski bataljon (Lienz)
- 26. lovski bataljon (Spittal an der Drau)